# مرغ مگس دم‌قیچی
مرغ مگس دم‌قیچی (نام علمی: Hylonympha macrocerca)، یک گونه پرنده از خانواده مگس‌مرغان و تنها عضو سردهٔ Hylonympha است.
این گونه تنها در ونزوئلا یافت می‌شود. قبلاً (۲۰۰۴) توسط اتحادیه بین‌المللی حفاظت از طبیعت به عنوان یک گونهٔ آسیب‌پذیر طبقه‌بندی شده بود اما تحقیقات جدید نشان داده‌است که نادرتر از آن چیزی است که تصور می‌شد. در نتیجه، در سال ۲۰۰۸ در وضعیت گونهٔ در خطر انقراض قرار گرفت.
زیستگاه طبیعی آن جنگلهای کوهستانی نمناک نیمه‌گرمسیری یا گرمسیری پایین و بالا است. در ارتفاع ۸۰۰–۱٬۲۰۰ متر (۲٬۶۰۰–۳٬۹۰۰ فوت) بالاتر از سطح دریا با نابودی زیستگاه تهدید می‌شود.

نقشه پراکندگی